# جوني وايتورث
جوني وايتورث (بالإنجليزية: Johnny Whitworth)‏ هو ممثل أمريكي، ولد في 31 أكتوبر 1975 بتشارلستون في الولايات المتحدة.

## أعمال

### أفلام
- (2001) فالنتاين
- (2011) بلا حدود
- (2012)  روح الإنتقام[4]

## وصلات خارجية
- جوني وايتورث على موقع IMDb (الإنجليزية)
- جوني وايتورث على موقع ألو سيني (الفرنسية)
- جوني وايتورث على موقع إن إن دي بي (الإنجليزية)
- جوني وايتورث على موقع قاعدة بيانات الفيلم (الإنجليزية)